# RK Pelister
Lo Rukometni klub Pelister è una squadra di pallamano maschile macedone con sede a Bitola.

È stata fondata nel 1955.

## Palmarès

### Trofei nazionali
- Campionato macedone: 7
  - 1992-93, 1993-94, 1995-96, 1997-98, 1999-00, 2004-05, 2022-23
- Coppa della Macedonia: 5 
  - 1993-94, 1995-96, 1997-98, 1998-99, 2004-05
- Supercoppa macedone: 2
  - 2021, 2022

## Rosa 2024-2025
| N° | Naz.                            | Ruolo | Sportivo            | Anno |  |  |
| -- | ------------------------------- | ----- | ------------------- | ---- |  |  |
| 1  | Macedonia del Nord (bandiera)   | P     | Nikola Mitrevski    | 1985 |  |  |
| 12 | Montenegro (bandiera)           | P     | Vasilije Pečurica   | 2003 |  |  |
| 16 | Croazia (bandiera)              | P     | Filip Ivić          | 1992 |  |  |
| 24 | Macedonia del Nord (bandiera)   | P     | David Brestovac     | 2004 |  |  |
| 2  | Macedonia del Nord (bandiera)   | A     | Dejan Manaskov      | 1992 |  |  |
| 3  | Slovenia (bandiera)             | T     | Nejc Cehte          | 1992 |  |  |
| 6  | Macedonia del Nord (bandiera)   | PV    | Samoil Ristevski    | 2006 |  |  |
| 8  | Macedonia del Nord (bandiera)   | A     | Cvetan Kuzmanoski   | 1999 |  |  |
| 9  | Slovenia (bandiera)             | T     | Domen Tajnik        | 2000 |  |  |
| 13 | Serbia (bandiera)               | T     | Uroš Borzaš         | 1999 |  |  |
| 17 | Serbia (bandiera)               | A     | Bogdan Radivojević  | 1993 |  |  |
| 18 | Macedonia del Nord (bandiera)   | T     | Filip Kuzmanovski   | 1996 |  |  |
| 19 | Macedonia del Nord (bandiera)   | A     | Nenad Kosteski      | 2001 |  |  |
| 20 | Serbia (bandiera)               | T     | Ilija Abutović      | 1988 |  |  |
| 31 | Bosnia ed Erzegovina (bandiera) | T     | Pavle Petrović      | 1999 |  |  |
| 33 | Macedonia del Nord (bandiera)   | A     | Petar Atanasijevikj | 2003 |  |  |
| 34 | Macedonia del Nord (bandiera)   | T     | Emilijan Gjorgovski | 2002 |  |  |
| 44 | Macedonia del Nord (bandiera)   | PV    | Žarko Peševski      | 1991 |  |  |
| 71 | Tunisia (bandiera)              | T     | Oussama Hosni       | 1992 |  |  |
| 77 | Bosnia ed Erzegovina (bandiera) | T     | Alem Hadžić         | 2007 |  |  |
| 88 | Macedonia del Nord (bandiera)   | T     | Pavle Atanasijevikj | 2003 |  |  |
| 89 | Egitto (bandiera)               | PV    | Mohamed Mamdouh     | 1989 |  |  |